# Bibliothèque universitaire Johann-Christian-Senckenberg
Pour les articles homonymes, voir Senckenberg.
La Bibliothèque universitaire Johann Christian Senckenberg (en allemand Universitätsbibliothek Johann Christian Senckenberg) est l'une des plus grandes bibliothèques universitaires d'Allemagne. Elle est rattachée à l'université de Francfort-sur-le-Main.